# Zoologischer Garten Brüssel

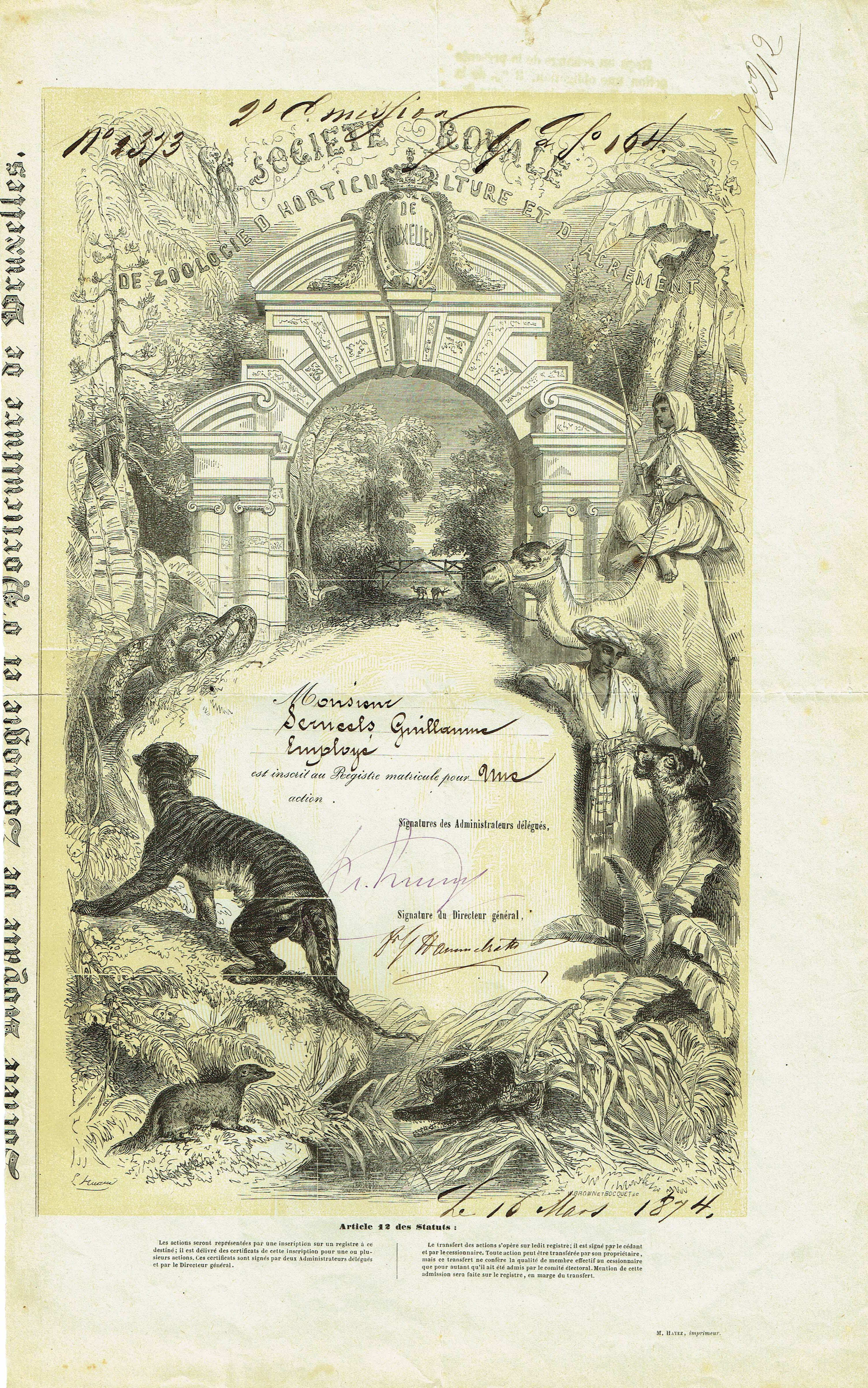
Aktie der Société royale de Zoologie, d’Horticulture et d’Agrément vom 16. März 1874

Die ersten Planungen für einen Zoo in Brüssel datieren schon von 1847, und zwar auf dem Gelände des heutigen Parc Léopold. 1851 wurde schließlich die Société royale de Zoologie, d’Horticulture et d’Agrément gegründet, die einen zoologischen Garten mit verschiedenen Attraktionen (exotische Tiere, Gewächshäuser, englischer Garten, Eisbahn) aufbaute. Zu den Gründern gehörten der König von Belgien, der Herzog von Brabant, der Graf von Flandern und der Brüsseler Bürgermeister.
Der erste Zoodirektor war Baron John von Müller, ein früherer Reisebegleiter Alfred Brehms. Der renommierte Botaniker Jean Jules Linden war für die Pflanzen zuständig. Seit den ersten Jahren traten Schwierigkeiten auf, die 1853 durch den Tod von 140 der 567 Tiere noch verschlimmert wurden. Die wirtschaftliche Lage der Gesellschaft war stets unbefriedigend. 1860 mussten wegen sinkender Besucherzahlen die Eintrittspreise gesenkt werden. 1861 übernahm die Stadt Brüssel den Zoo in Eigenregie (die Zoo-Aktien wurden in Stadtanleihen umgetauscht). Die finanziellen Verhältnisse blieben schlecht. Im Jahr 1877 wurde der Zoo für bankrott erklärt. Ein Wiederaufbauversuch (Société Royale de Zoologie) scheiterte und der Zoo wurde schließlich 1880 geschlossen. Alle Tiere, die nicht verkauft werden konnten, wurden geschlachtet.
Anlässlich der Feierlichkeiten zum 50. Jahrestag der Unabhängigkeit Belgiens im Jahr 1830 bekam das Gelände des Zoos den Namen Parc Léopold zur Ehre von Leopold II. und wurde in einen öffentlichen Park umgewandelt.